# Bledius cognatus
Bledius cognatus är en skalbaggsart som beskrevs av Leconte 1877. Bledius cognatus ingår i släktet Bledius och familjen kortvingar. Inga underarter finns listade i Catalogue of Life.